# Ruta de Illinois 150
La Ruta de Illinois 150, y abreviada IL 150 (en inglés: Illinois Route 150) es una carretera estatal estadounidense ubicada en el estado de Illinois. La carretera inicia en el noreste desde la IL 154     en Perry County hacia el suroeste en la MO 51     en Chester. La carretera tiene una longitud de 39,5 km (24.57 mi).

## Mantenimiento
Al igual que las autopistas interestatales, y las rutas federales y el resto de carreteras estatales, la Ruta de Illinois 150 es administrada y mantenida por el Departamento de Transporte de Illinois por sus siglas en inglés IDOT.